# Yakuza indica
Yakuza indica är en insektsart som beskrevs av Irena Dworakowska 2002. Yakuza indica ingår i släktet Yakuza och familjen dvärgstritar. Inga underarter finns listade i Catalogue of Life.